# 二氢叶酸还原酶
二氢叶酸还原酶（简称为DHFR）是一种将二氢叶酸还原为四氢叶酸的酶，并以NADPH作为电子供体，后者可被转换为多种四氢叶酸辅酶被用于化学上的一碳单位转移。在人体中，二氢叶酸还原酶是由DHFR基因编码的。它位于5号染色体的q11→q22区域。